# Abadía de Clervaux
La abadía de San Mauro y San Mauricio de Clervaux (en luxemburgués: Benediktinerabtei hellege Moritz,  en francés: Abbaye Saint-Maurice et Saint-Maur de Clervaux), fundada en 1890, es un monasterio benedictino en Clervaux, Luxemburgo.  Es miembro de la Congregación de Solesmes en la Confederación Benedictina.

## Historia
La abadía fue fundada por los monjes benedictinos de la Abadía de S t. Maur de Glanfeuil en Francia, fundada en el siglo VII. Después de su supresión bajo la Revolución Francesa, la abadía quedó vacante hasta que fue restablecida en 1890 bajo Louis-Charles Couturier, OSB, Abad de la abadía de Solesmes.  En 1901, sin embargo, los monjes se vieron obligados a abandonar Francia debido a las leyes anticlericales de la Tercera República Francesa. Después de encontrar refugio en Baronville, Bélgica (ahora parte del municipio de Beauraing ), los monjes comenzaron a buscar un hogar permanente. Finalmente se decidieron por Clervaux. En 1908, se votó por el capítulo monástico, que tomó la decisión de disolver el monasterio existente y fundar un nuevo monasterio dedicado a San Mauricio. La construcción de la nueva abadía, diseñada en estilo neorrománico por Johann Franz Klomp (1865-1946), un arquitecto holandés con sede en Alemania, se inició en 1909 (la iglesia parroquial local en Clervaux también se construyó según el diseño de Klomp en torno a la misma época). Los monjes llegaron en agosto de 1910 para comenzar a vivir en el nuevo lugar.  En 1926, el nombre de San Maur se añadió al de San Mauricio.
En 1937, la Santa Sede estableció el monasterio como una abadía territorial, independiente de la autoridad del obispo local. Este estado duró hasta 1946. Durante gran parte de este período, sin embargo, la comunidad monástica de Clervaux vivió en el exilio y fue expulsada de la abadía en enero de 1941 por la Gestapo, como parte de su ocupación de la nación. Los monjes no pudieron volver a ocupar su monasterio hasta 1945.
Los monjes benedictinos que viven aquí en la actualidad provienen de varios países. Juntos constituyen una comunidad espiritual y familiar bajo la autoridad del abad. Todos ellos llevan una vida muy aislada y retirada siguiendo la Regla de San Benito. Dividen su tiempo entre la oración y el trabajo personal y comunitario. El énfasis principal está en las oraciones del coro comunitario, que consisten en salmos e himnos, conocidos como la Liturgia de las Horas y en la celebración de la Eucaristía .
Los monjes también ayudan con actividades espirituales fuera del monasterio cuando es necesario para retiros religiosos, la sustitución del clero en las parroquias de la diócesis, el cuidado pastoral o la dispensa de los sacramentos. Algunos de los monjes destacan en actividades intelectuales y artísticas. También hacen trabajo manual de acuerdo a las necesidades del monasterio y las instituciones de caridad.
Como parte de una congregación monástica que ayudó a revivir el canto gregoriano en el siglo XIX, la abadía de San Mauricio ha producido varias grabaciones notables de esta música interpretada por los monjes de la abadía.

## Conexiones notables
El destacado escritor islandés, Halldór Laxness (1902–1998), se convirtió al catolicismo mientras se hospedaba en la abadía. La comunidad monástica ha financiado una misión católica en Escandinavia durante muchos años.
Un monje de la abadía, Jean Leclercq, OSB, fue un destacado estudioso de la patrística y ayudó a guiar la renovación de la vida monástica católica durante la última mitad del siglo XX.
El compositor luxemburgués con sede en Australia Georges Lentz escribió su pieza de guitarra eléctrica de una hora "Ingwe" durante una estancia en la abadía.